# Stephanopis antennata
Stephanopis antennata är en spindelart som beskrevs av Albert Tullgren 1902. Stephanopis antennata ingår i släktet Stephanopis och familjen krabbspindlar. Inga underarter finns listade i Catalogue of Life.